# Xie Wenjun
Pour les articles homonymes, voir Wenjun.
Xie Wenjun (né le 11 juillet 1990 à Shanghai) est un athlète chinois, spécialiste du 110 mètres haies.

## Biographie
En 2008, il remporte son premier titre national en 13 s 68.
Il atteint les demi-finales lors des Jeux olympiques de Londres en 2012 où il termine 9e (13 s 34), à seulement 3 centièmes de la finale. Le 28 mai 2013, il porte son record à 13 s 28 (- 0,5 m/s).
Le 18 mai 2014, lors du Shanghai Golden Grand Prix, Xie Wenjun remporte son premier meeting de ligue de diamant, en s'imposant en 13 s 23 (- 0,3 m/s), record personnel. Il continue par la suite sur la bonne dynamique en réalisant des chronos similaires, vainqueur à Pékin en 13 s 31, puis 2e en 13 s 39, avant de remporter le meeting international de Sotteville-lès-Rouen en 13 s 29 (+ 1,9 m/s). Le 6 juillet, il remporte le match Chine-Japon-Corée du Sud à Jinhua en 13 s 55.
4e de la coupe continentale de Marrakech (13 s 44), il remporte le 30 septembre à Incheon la médaille d'or des Jeux asiatiques en 13 s 36 (+ 0,4 m/s). Le 3 juin 2015, à Wuhan, Xie Wenjun remporte la médaille d'or des championnats d'Asie, en 13 s 56 (- 0,6 m/s).
Le 28 août 2018, lors des Jeux asiatiques de Jakarta, Xie Wenjun conserve son titre et s'impose en 13 s 34, devant le Taïwanais Chen Kuei-Ru (13 s 39) et Shunya Takayama (13 s 48).
Il termine 4e officieusement des championnats du monde 2019 à Doha.

## Palmarès
| Date | Compétition           | Lieu             | Résultat | Épreuve     | Temps   |
| ---- | --------------------- | ---------------- | -------- | ----------- | ------- |
| 2014 | Coupe continentale    | Marrakech        | 4e       | 110 m haies | 13 s 44 |
| 2014 | Jeux asiatiques       | Incheon          | 1er      | 100 m haies | 13 s 36 |
| 2015 | Championnats d'Asie   | Wuhan            | 1er      | 110 m haies | 13 s 56 |
| 2018 | Jeux asiatiques       | Jakarta          | 1er      | 110 m haies | 13 s 34 |
| 2019 | Championnats d'Asie   | Doha             | 1er      | 110 m haies | 13 s 21 |
| 2019 | Ligue de diamant      | Ligue de diamant | 5e       | 110 m haies | 13 s 49 |
| 2019 | Championnats du monde | Doha             | 4e       | 110 m haies | 13 s 29 |

### National
110 m haies : vainqueur en 2008, 2012, 2015, 2e en 2010 et 2011, 3e en 2009

## Records
| Épreuve          | Temps   | Lieu     | Date        |
| ---------------- | ------- | -------- | ----------- |
| 110 mètres haies | 13 s 17 | Shanghai | 18 mai 2019 |